# Gammel-Bränntjärnen
Gammel-Bränntjärnen är en mindre våtmark eller mosse, tidigare en sjö i Piteå kommun i Norrbotten och ingår i Byskeälvens huvudavrinningsområde.